# 卡利尼夫卡 (卡哈爾雷克市鎮)
49°52′1″N 31°0′49″E / 49.86694°N 31.01361°E
卡利尼夫卡（烏克蘭語：Калинівка）是位於烏克蘭北部的村莊，由基辅州奧布希夫區的卡哈爾利克市鎮負責管轄。該村面積0.33平方公里，海拔高度179米，2001年人口29，人口密度每平方公里87.6人。